# De watermolen (De Rode Ridder)
De watermolen is het 52ste stripverhaal uit de reeks van De Rode Ridder. Het is geschreven en getekend door Karel Biddeloo. De eerste albumuitgave was in 1971.

## Het verhaal
Johan maakt kennis met de legende rond de watermolen en zijn gevangene, Astra. Geïntrigeerd door dit verhaal gaat Johan op zoek naar de molen en vindt deze uiteindelijk. Hij ontmoet er Astra, maar die blijkt de zus te zijn van Qrandar die de legende als val opzette voor Johan. Als Qrandar Johan wil offeren aan het monster dat daar in de rivier leeft helpt Astra hem te ontsnappen. Met behulp van Lancelot en Astra kan Johan zijn tegenstanders uitschakelen. Qrandar wordt verslonden door de draak, die even later overlijdt aan zijn verwondingen. Astra sneuvelt echter door een laatste houw van Qrandar en Johan keert ontroostbaar terug naar Camelot.